# A Christmas Carol (film, 1910)
A Christmas Carol är en amerikansk stum-fantasy-dramakortfilm från 1910, skriven och regisserad av J. Searle Dawley, baserad på En julsaga av Charles Dickens.

## Rollista
| Marc McDermott  | – Ebenezer Scrooge |
| Charles S. Ogle | – Bob Cratchit     |
| William Bechtel |                    |
| Viola Dana      | – 13-åring         |
| Carey Lee       |                    |
| Shirley Mason   | – 10-åring         |